# Sabella corticalis
Sabella corticalis är en ringmaskart som beskrevs av Gmelin in Linnaeus 1788. Sabella corticalis ingår i släktet Sabella och familjen Sabellidae. Inga underarter finns listade i Catalogue of Life.